# پوستاهنچه

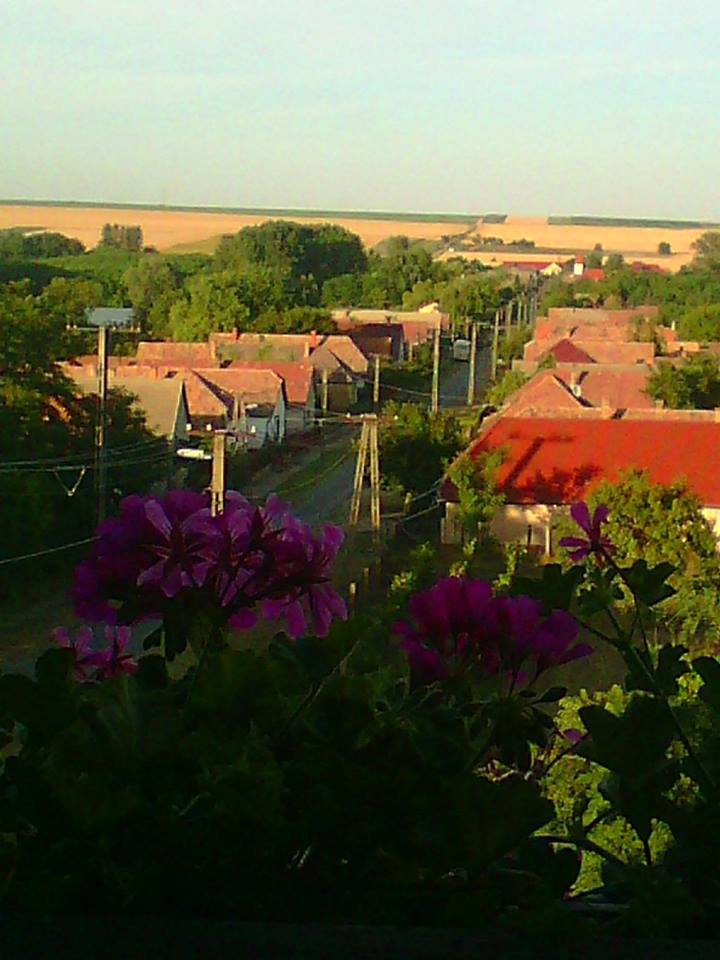
پوستاهِنچه

پوستاهِنچه (به مجاری:  Pusztahencse) یک شهرداری در مجارستان است که در پاکش واقع شده‌است. پوستاهنچه ۳۱٫۷۱ کیلومتر مربع مساحت و ۱٬۰۶۹ نفر جمعیت دارد.